# Reckong Peo
Reckong Peo – miasto w północnych Indiach w stanie Himachal Pradesh, w zachodnich Himalajach.
Populacja miasta w 2001 roku wynosiła 9010 mieszkańców.